# Северный район (Рига)
Се́верный (Зие́мельский) райо́н (латыш. Ziemeļu rajons) — один из шести административных районов города Риги, расположенный в северной части правобережья Даугавы.

## История
После включения Латвии в состав СССР, в январе 1941 года, Видземское предместье города Риги было разделено на два района — Пролетарский (современное Видземское предместье) и Сталинский (современный Северный район). После смерти Сталина район был переименован в Октябрьский, а в 1991 году — в Северный.

## Микрорайоны
В экономико-административном плане Северный район, в свою очередь, подразделяется на несколько  микрорайонов: портовых, промышленных, спальных и рекреационных. К промышленно развитым следует отнести микрорайоны Саркандаугава, Петерсала-Андрейсала, Кундзиньсала, Вецмилгравис, Чиекуркалнс. На берегу озера Кишэзерс расположились тихие Яунциемс, Трисциемс, Межапаркс, Милгравис; на берегу Рижского залива — Мангальсала и Вецаки. В лесном массиве у старого русла Даугавы находится микрорайон Вецдаугава.

## Образование
В Северном районе находится 12 общеобразовательных учебных заведений (школ):
| Учебное заведение                             | Основной язык обучения | Адрес |
| --------------------------------------------- | ---------------------- | --- |
| Рижская Государственная 2 гимназия            | латышский              | Krišjāņa Valdemāra iela 1 |
| Рижская 10 средняя школа                      | русский                | Lenču iela 1 |
| Рижская 13 средняя школа                      | русский                | Pulkveža Brieža iela 25 |
| Рижская 18 вечерняя средняя школа             | латышский/русский      | Sīmaņa iela 17 |
| Рижская 28 средняя школа                      | латышский              | Sliežu iela 23 |
| Рижская 29 средняя школа                      | русский                | Lēdurgas iela 26 |
| Рижская 31 средняя школа                      | латышский              | Skuju iela 11 |
| Рижская 37 средняя школа                      | русский                | Čiekurkalna 1. līnija 53 |
| Рижская 46 средняя школа                      | русский                | Skuju iela 28 |
| Пушкинский лицей                              | русский                | Sarkandaugavas iela 22 |
| Рижская 5 специальная основная школа-интернат | латышский              | Slāvu iela 19, Stokholmas iela 26 (начальная школа), Baltāsbaznīcas iela 40 (для детей с нарушениями ментального и физического развития) |
| Рижская 66 специальная средняя школа          | латышский/русский      | Katrīnas iela 2 |
| Рижская 7 основная школа                      | латышский              | 4-я поперечная линия Яунциема, 4 |
| Рижская средняя школа им. Яниса Порука        | латышский              | Gaujas iela 23, Lībekas iela 27 |
| Рижская Культурная средняя школа              | латышский              | Ganību dambis 7 |
| Рижская средняя школа Ринужи                  | русский                | Ziemeļblāzmas iela 59 |